# Detronizacja

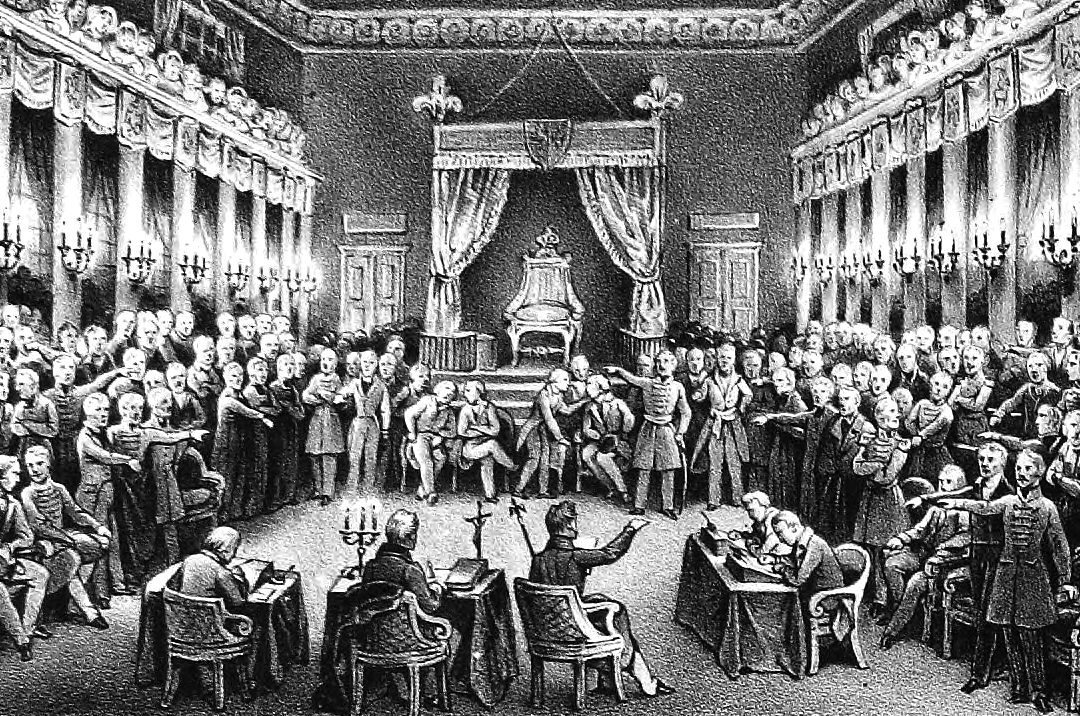
François de Villain: Detronizacja cara Mikołaja przez sejm 25 stycznia 1831

Detronizacja (gr. thrónos, tron) – rodzaj depozycji, pozbawienie panującego władcy tronu, pozbawienie urzędu siłą lub pokojowym traktatem. Najczęściej detronizacja jest skutkiem zamachu stanu.